# Matthew MacDermid
Matthew Cain MacDermid (Motherwell, 28 april 1993) is een Schots voetbalscheidsrechter. Hij is in dienst van FIFA en UEFA sinds 2024. Ook leidt hij sinds 2022 wedstrijden in het Scottish Premiership.
Op 11 mei 2022 leidde MacDermid zijn eerste wedstrijd in de Schotse nationale competitie. Tijdens het duel tussen Motherwell en Heart of Midlothian (2–1) trok de leidsman eenmaal de gele kaart. In Europees verband debuteerde hij op 11 juli 2024 tijdens een wedstrijd tussen Bala Town en Paide Linnameeskond in de eerste voorronde van de UEFA Conference League; het eindigde in 1–2 en MacDermid trok vijfmaal een gele kaart. Zijn eerste interland floot hij op 25 maart 2025, toen Zweden met 5–1 won van Noord-Ierland door doelpunten van Emil Holm, Benjamin Nygren, Ken Sema, Alexander Isak en Anthony Elanga en een tegentreffer van Isaac Price. Tijdens deze wedstrijd toonde MacDermid twee gele kaarten.

## Interlands
| Datum         | Plaats        | Wedstrijd              | Uitslag | Competitie        | Kreeg geel | Kreeg voor de tweede keer geel en dus rood | Weggestuurd |
| ------------- | ------------- | ---------------------- | ------- | ----------------- | ---------- | ------------------------------------------ | ----------- |
| 25 maart 2025 | Solna, Zweden | Zweden – Noord-Ierland | 5 – 1   | Vriendschappelijk | 2          | 0                                          | 0           |

Laatst bijgewerkt op 27 maart 2025.